# Ehrengard
Pour les articles homonymes, voir Ehrengard (homonymie).
Pour plus de détails, voir Fiche technique et Distribution.
Ehrengard est un film dramatique italien réalisé par Emidio Greco et sorti en 1982.
Il s'agit d'une adaptation du roman danois Ehrengard de Karen Blixen.

## Synopsis
Dans une principauté européenne du début du XIXe siècle, la grande duchesse, inquiète parce que son fils unique, Lothaire, ne semble pas vouloir se marier, se confie à son ami le peintre Cazotte, fasciné par les femmes et grand coureur de jupons.

## Fiche technique
- Titre original : Ehrengard[1]
- Réalisation : Emidio Greco
- Scénario : Emidio Greco, Enrico Filippini (it) d'après le roman de Karen Blixen.
- Photographie : Giuseppe Lanci
- Montage : Gino Bartolini
- Musique : Wolfgang Amadeus Mozart
- Décors : Amedeo Fago (it)
- Production : Conchita Airoldi
- Société de production : Antea Cinematografica
- Pays de production :  Italie
- Langue originale : français
- Format : couleurs - 35 mm
- Durée : 96 minutes
- Genre : drame
- Dates de sortie :
  - Italie : 7 septembre 1982 (Mostra de Venise 1982)

## Distribution
- Jean-Pierre Cassel : Cazotte
- Audrey Matson : Ehrengard
- Lea Padovani : Grande Duchesse
- Christian Borromeo : Lothaire
- Alessandro Haber : Matthias
- Caterina Boratto : Comtesse von Gassner
- Anita Laurenzi : Poggendorf